# Tobias Gärtner
Tobias Gärtner (* 1973) ist ein deutscher Mittelalterarchäologe und Hochschullehrer.

## Leben
Gärtner studierte von 1994 bis 2002 Ur- und Frühgeschichte, Volkskunde und Mittlere und Neuere Geschichte an der Georg-August-Universität Göttingen. 2002 promovierte er zum Thema Die mittelalterliche Wüstung Edingerode. Archäologische Untersuchungen auf dem Expogelände in Hannover. Von 2003 bis 2004 arbeitete er als wissenschaftlicher Museumsassistent am Museum für Vor- und Frühgeschichte in Berlin. Anschließend war er bis 2006 Lehrbeauftragter an der Humboldt-Universität Berlin und an der Georg-August-Universität Göttingen. Von 2006 bis 2009 arbeitete er als wissenschaftlicher Mitarbeiter am Seminar für Ur- und Frühgeschichte der Universität Göttingen. 2010 leitete er Ausgrabungen in Niedersachsen und war als Gutachter für den Landschaftsverband Rheinland tätig. 2011 trat er eine Stelle als wissenschaftlicher Mitarbeiter am Lehrstuhl für Vor- und Frühgeschichte der Universität Regensburg an. Dort legte er 2016 seine Habilitation zum Thema Quedlinburg im frühen und hohen Mittelalter. Studien zu den Anfängen der Welterbestadt und zur Keramik des 7./8. bis 13. Jahrhunderts zwischen Harz und Elbe vor. Nach der Emeritierung von Hans-Georg Stephan übernahm er im Sommersemester 2016 eine Vertretungsprofessur an der Martin-Luther-Universität Halle-Wittenberg. Zum  1. Oktober 2016 wurde er zum Universitätsprofessor für Archäologie des Mittelalters und der Neuzeit an der Universität Halle-Wittenberg berufen.

## Veröffentlichungen (Auswahl)
- Die mittelalterliche Wüstung Edingerode. Archäologische Untersuchungen auf dem Expogelände in Hannover (= Beiträge zur Archäologie in Niedersachsen. Band 6), Leidorf, Rahden/Westf. 2006.
- Quedlinburg im frühen und hohen Mittelalter. Studien zu den Anfängen der Welterbestadt und zur Keramik des 7./8. bis 13. Jahrhunderts zwischen Harz und Elbe (= Alteuropäische Forschungen. Arbeiten aus dem Institut für Kunstgeschichte und Archäologien Europas der Martin-Luther-Universität Halle-Wittenberg. N. F. Band 8). Beier & Beran, Langenweißbach 2019.